# 叉角鹿
叉角鹿（Dicrocerus）是已滅絕的鹿，於歐洲中部發現。牠們肩高70厘米，與西方狍相同大小。牠長的頭顱骨上有一組厚底的鹿角，是鹿科中最先有的。牠的鹿角較為原始，並沒有分叉，只有雄性有角。
叉角鹿像現今的鹿般，會每年更替。每組新的鹿角會較舊的細小，就像現今的麂般。
叉角鹿可能是來自亞洲。牠們棲息在溫帶的森林，於中新世歐洲很普遍。牠們於上新世開始消失，並沒有留下後裔。